# 감라 울레비
감라 울레비(스웨덴어: Gamla Ullevi)는 스웨덴 예테보리에 위치한 축구 경기장으로 수용 인원은 18,416명(좌석 15,000석 + 입석 3,416명)이다. 2009년 4월 5일에 개장했다. GAIS, IFK 예테보리, 외리뤼테 IS, 스웨덴 여자 축구 국가대표팀의 홈 구장으로 사용되고 있다.